# Phaeoura cupidaria
Phaeoura cupidaria är en fjärilsart som beskrevs av Augustus Radcliffe Grote 1864. Phaeoura cupidaria ingår i släktet Phaeoura och familjen mätare. Inga underarter finns listade i Catalogue of Life.